# Tortel (ort)
Tortel är en ort i Chile.   Den ligger i provinsen Provincia Capitán Prat och regionen Región de Aisén, i den södra delen av landet, 1 600 km söder om huvudstaden Santiago de Chile. Tortel ligger 44 meter över havet och antalet invånare är 320.
Terrängen runt Tortel är bergig åt nordost, men åt sydväst är den kuperad. Havet är nära Tortel åt sydväst. Trakten runt Tortel är nära nog obefolkad, med mindre än två invånare per kvadratkilometer.. Tortel är det största samhället i trakten. 
I omgivningarna runt Tortel växer i huvudsak blandskog.